# Ligne de Walbourg à Lembach
La ligne de Walbourg à Lembach est une ancienne ligne de chemin de fer française du Bas-Rhin. Elle reliait les gares de Walbourg (sur la ligne de Vendenheim à Wissembourg) et de Lembach. La ligne est aujourd'hui déclassée et déposée.
Elle constituait la ligne no 154 000 du réseau ferré national.
Dans l'ancienne nomenclature de la région Est de la SNCF, elle était numérotée « ligne 35.6 » et désignée en tant que « Ligne Lembach - Walbourg ».

## Historique
La section de Walbourg à Wœrth est mise en service le 1er décembre 1891 par la Direction générale impériale des chemins de fer d'Alsace-Lorraine. La ligne est construite en un an par des ouvriers italiens, la desserte comporte cinq aller-retours quotidien à une vitesse de 20 km/h.
La section de Wœrth à Lembach est ouverte le 1er août 1899. La durée du trajet entre Walbourg et Lembach est de 55 minutes.
Dans les années 1930, la ligne permettait la desserte du Four-à-Chaux et du Hochwald, deux ouvrages de la ligne Maginot.

### Fermeture
La fermeture s'effectue en plusieurs étapes :
- la ligne est fermée dans son intégralité au service des voyageurs le 1er octobre 1947 ;
- la section de Wœrth à Lembach est fermée au service des marchandises le 28 septembre 1975 puis déclassée le 20 mars 1978 ;
- la section de Walbourg à Wœrth est fermée au service des marchandises le 1er octobre 1990 et déclassée le 22 février 1991.

La voie est déposée en 1992. Une piste cyclable a été aménagée sur la plate-forme de l'ancienne ligne.

## Caractéristiques
La ligne desservait les gares et haltes de Walbourg, Biblisheim, Durrenbach, Morsbronn-les-Bains, Wœrth, Langensoultzbach, Liebfrauenthal-Gœrsdorf, Mattstall et Lembach.